# São Luís do Paraitinga (ort)
São Luís do Paraitinga är en ort i Brasilien.   Den ligger i kommunen São Luís do Paraitinga och delstaten São Paulo, i den sydöstra delen av landet, 900 km söder om huvudstaden Brasília. São Luís do Paraitinga ligger 754 meter över havet och antalet invånare är 10 404.
Terrängen runt São Luís do Paraitinga är platt åt nordväst, men åt sydost är den kuperad. São Luís do Paraitinga ligger nere i en dal. Runt São Luís do Paraitinga är det glesbefolkat, med 10 invånare per kvadratkilometer.. Det finns inga andra samhällen i närheten.
Omgivningarna runt São Luís do Paraitinga är huvudsakligen savann.